# Новокузнецкий ликёро-водочный завод
Новокузнецкий ликёро-водочный завод (НЛВЗ) — старейшее предприятие пищевой промышленности, расположено в городе Новокузнецке Кемеровской области. Полное название — акционерное общество «Новокузнецкий ликеро-водочный завод». Принадлежит ООО «Новые инвестиции и технологии».

## Адрес
Новокузнецк, ул. Ленина, д.31

## История
В 1898 году принято решение о строительстве в городе Кузнецке Томской губернии казённого винного склада (винной монополии)№ 8 в связи с введением в России государственной монополии на производство и продажу спиртных напитков.
В мае 1898 года был отведен участок земли для строительства. Строился винный склад № 8 целых пять лет, а его стоимость составила свыше 100 тысяч золотых рублей. К марту 1901 года склад был построен, а весь комплекс к лету 1902 года, после чего был сдан в эксплуатацию и в 1903 году была выпущена первая продукция. Завод строился основательно, поэтому до сих пор стоят стены завода, по вековым лестницам ходят люди, в отличном рабочем состоянии находится первый дубовый пресс, предназначенный для отжима ягод при производстве настоек и наливок. Фактически действующий завод-музей.

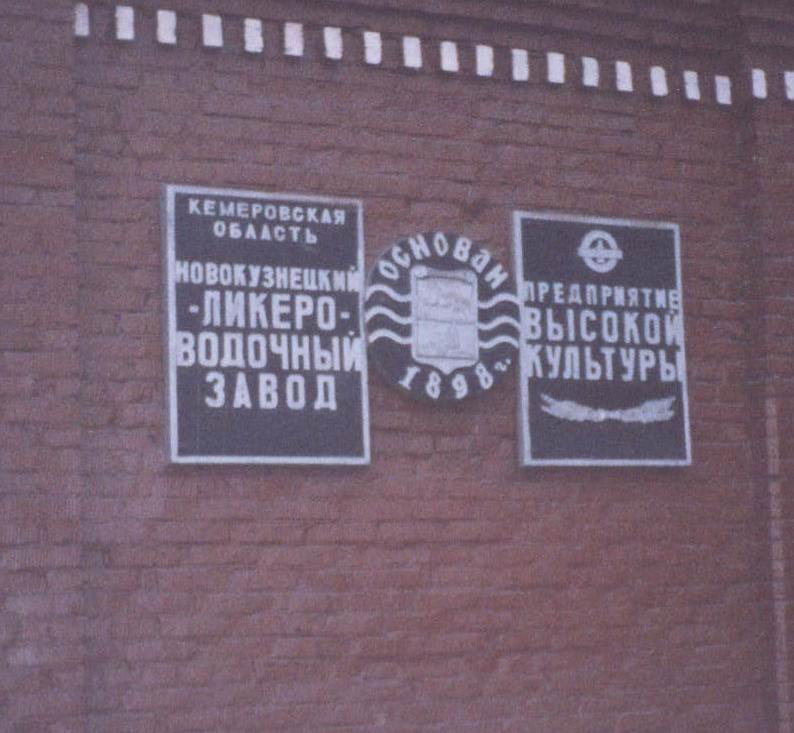
Табличка ликеро-водочного завода

В начале века именно на заводе, впервые в Кузнецке, стали использовать электричество, а уже 1936 году началась масштабная механизация производства: установка разливочных автоматов системы Жукова, машины для мытья бутылок, автоматы для нанесения этикеток и выбраковки некондиционной продукции, транспортёры и конвейеры.
С 1999 год завод стабильно и динамично развивается. Происходит модернизация технологического оборудования, приобретаются дополнительные линии розлива. Ужесточён контроль качества. В 2003 году внедрили международную Систему Менеджмента Качества ISO-9001-2000, вслед за ней — Систему Пищевой Безопасности ХАССП. Начинается производство новой продукции, которая завоевывает награды на выставках и ярмарках.
Предприятию неоднократно присуждался «Диплом почетного налогоплательщика», присвоено название «Предприятие высокой культуры».
С 2015 год завод экспортирует продукцию в страны ЕС.

## Сфера деятельности
Ассортимент продукции завода составляет более 40 наименований — водка, бальзамы, ликеры, спиртные напитки.
Бальзамы «Кузнецк Сибирский» и «Мустаг», настойки горькие «БРИЛЛИАНТОВЫЙ ЛЕД ЧЕРНАЯ (DIAMOND ICE BLACK)», «ИВАН КЛЮКВА», «Мариинские просторы на кедровых орешках», фирменные водки: «Новокузнецкая», «Иван», «Иван Неешхлебов», «Грань», «Кудесница на кедровых орешках», «Кудесница на березовых почках», «Кудесница на липовом цвете» — эти марки продукции НЛВЗ известны и популярны в Кузбассе и за его пределами.
Используется только натуральное сырье.
Предприятие — участник конкурса 100 лучших товаров России. Качество продукции подтверждено медалями и дипломами престижных международных и российских выставок.

## Собственники
В 2007 году завод был приобретен холдинговой компанией «Сибирский деловой союз»
В конце 2014 года завод был на грани банкротства, производство было остановлено, а около 100 сотрудников с 6 октября отправлены в неоплачиваемый отпуск. В начале 2015 года завод приобрел нового собственника (95 %) — ООО «Новые инвестиции и технологии»